# Phytomyza narcissiflorae
Phytomyza narcissiflorae är en tvåvingeart som beskrevs av Erich Martin Hering 1928. Phytomyza narcissiflorae ingår i släktet Phytomyza och familjen minerarflugor.
Artens utbredningsområde är Schweiz. Inga underarter finns listade i Catalogue of Life.